# Illicium simonsii
Illicium simonsii är en tvåhjärtbladig växtart som beskrevs av Carl Maximowicz. Illicium simonsii ingår i släktet Illicium och familjen Schisandraceae. Inga underarter finns listade.